# Vida-gruppen
Vida-gruppen är en privatägd sågverkskoncern i Sverige med cirka 1 350 anställda på 23 produktionsanläggningar. Produktionen är i huvudsak inriktad på konstruktionsvirke för en rad olika marknader. Cirka 75 % av produktionen exporteras till Europa, USA, Australien, Afrika och Asien. Försäljningen av sågade trävaror sker via försäljningsbolaget VIDA Wood.
Verksamheten omfattar även tillverkning av hus, emballage och ströprodukter samt biobränslehandel.
Industrierna är strategiskt belägna nära skogsägarna i Småland, Skåne Västra Götaland. VIDA köper huvuddelen av råvaran från privata skogsägare via det egna inköpsbolaget, VIDA Skog. Totalt anskaffas ca 5 miljoner m³fub årligen.
Koncernen har de senaste åren kraftigt specialiserat de olika enheterna för att minska kostnaderna i en allt mer konkurrensutsatt global marknad. Stora satsningar på logistik med bland annat eget tåg, egna distributionslager och försäljningskontor i en rad länder har också genomförts under de senaste åren.